# Хандагатай
Хандагатай (рос. Хандагатай) — село Тарбагатайського району, Бурятії Росії. Входить до складу Сільського поселення Верхньожирімське.
Населення — 286 осіб (2015 рік).